# طائفة الرياس
طائفة الرياس (بالفرنسية: La taïfa des raïs)‏

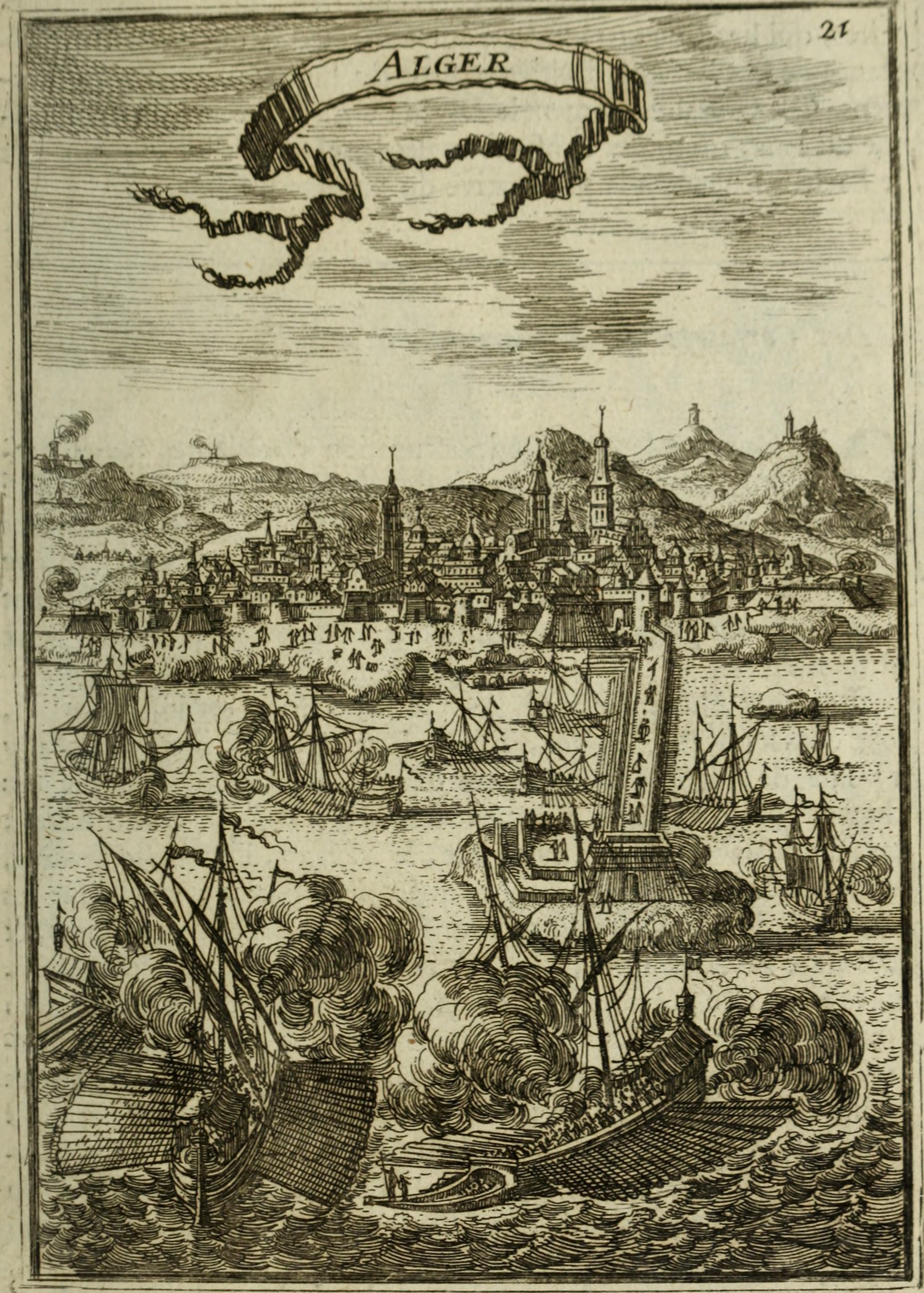

نهاية القرن السادس عشر شهدت هيمنة الأسطول البحري الجزائري على البحر الأبيض المتوسط، ومعها برزت قوة جديدة عُرفت بـ طائفة الرياس، وهم كبار قادة البحرية الجزائرية آنذاك.
في ظل نفوذهم، تمتعت إيالة الجزائر باستقلال شبه ذاتي عن الخلافة العثمانية. ومع مطلع القرن السابع عشر، فرضت مملكة الجزائر البحرية نفسها كقوة إقليمية من خلال عدة إصلاحات منها، اقتصادية (سكّ عملة محلية باسم الجزائر تُعرف بـ البوجو)، إدارية (تقسيم البلاد إلى بايلكات لإحكام السيطرة والتنظيم)، سياسية (إقرار رتبة الداي كحاكم أعلى للبلاد، أشبه بملك، يتم اختياره عبر تصويت بين طائفة الرياس وبالتشاور مع الأوجاق). 
اتخذت طايفة الرياس من مرسى الجزائر قاعدةً لها، وكان مقر اجتماعاتهم هناك  بمحاذاة الأسطول البحري الجزائري العظيم الذي اصبح بفضلهم مهيمنًا على البحر الأبيض المتوسط و مسيطرًا على حركة الاقتصاد فيه. كما تمكن رياس دزاير من فرض أنفسهم على كبرى الممالك الأوروبية آنذاك، وجعلوا من اسمهم قوةً مهيبة يهابها كل من يتحدث عنها.
ازدهرت محروسة الجزاير في ظل حكمهم، واشتهرت في الحوض المتوسطي بكونها المدينة الحصينة والمنيعة التي عجزت أي قوة عن إخضاعها. مرَّ على المدينة عدة رياس، نستذكر منهم الرايس حميدو بن علي، الرايس علي بوشي، الرايس حاج مبارك، الرايس محمد قبطان الرايس ابن زرمان….، الذين صنفوا أنفسهم كحماة المدينة وحراس ألوان الراية البحرية. سجلت الذاكرة الجماعية أسماؤهم كرموز للبطولة والمجد، وخلدتهم القصص و الأساطير الشعبية، فظلوا جزءًا من ذاكرة أبدية مرتبطة بمدينة الجزائر بني مزغنة، تمامًا كما ارتبط طائر النورس بجزرها.